# NGC 2804
NGC 2804 je galaksija u zviježđu Raku.

## Vanjske poveznice
- SEDS: NGC 2804